# Tsoukalaíika (ort i Grekland, Peloponnesos)
Tsoukalaíika är en ort i Grekland.   Den ligger i prefekturen Messenien och regionen Peloponnesos, i den södra delen av landet, 170 km sydväst om huvudstaden Aten. Tsoukalaíika ligger 62 meter över havet och antalet invånare är 306.
Terrängen runt Tsoukalaíika är varierad. Runt Tsoukalaíika är det ganska glesbefolkat, med 30 invånare per kvadratkilometer. Närmaste större samhälle är Messíni, 16,7 km söder om Tsoukalaíika. == Kommentarer ==
1. ↑  Framräknat ur variansen i alla höjduppgifter (DEM 3") från Viewfinder Panoramas, inom 10 km radie.[2] Mer om algoritmen finns här: Användare:Lsjbot/Algoritmer.